# Amalie Næsby Fick
Amalie Næsby Fick (født 20. august 1986 i Silkeborg) er en dansk filminstruktør og manuskriptforfatter. Hun er uddannet fra Den Danske Filmskoles animationslinje i 2016.
Hun har skrevet manuskriptet til Sorte måne (2015), har instrueret og skrevet manuskripterne til Ztriwer (2016), Den utrolige historie om den kæmpestore pære (2017) og Lille Allan - Den menneskelige antenne (2022). Hun har desuden instrueret fiktionsserien Sex (2020-2021) og være manuskriptkonsulent på Christian IV - Den sidste rejse (2018).
Hun modtog Robertprisen i 2018 som "Årets adapterede manuskript" for Den utrolige historie om den kæmpestore pære. I 2022 modtog hun Nordisk Film Prisen for sin animationsfilm Lille Allan - den menneskelige antenne.
Hun har skrevet og instrueret den anmelderroste Netflixserie Skruk, som indtil videre har 2 sæsoner. 